# 克朗代克河
克朗代克河（英語：Klondike River）是育空河的一条支流，克朗代克淘金热和育空地区的克朗代克区域因其而得明。克朗代克河发源于奥吉尔维山脉，在道森市附近注入育空河，长约160公里。
“克朗代克（Klondike）”一词来源于土著语言汗语“ ”（IPA：[ʈʂʼoⁿdək]）意思是“锤石”。
1896年，克朗代克流域发现金矿，至今仍在开采中。

## 图库

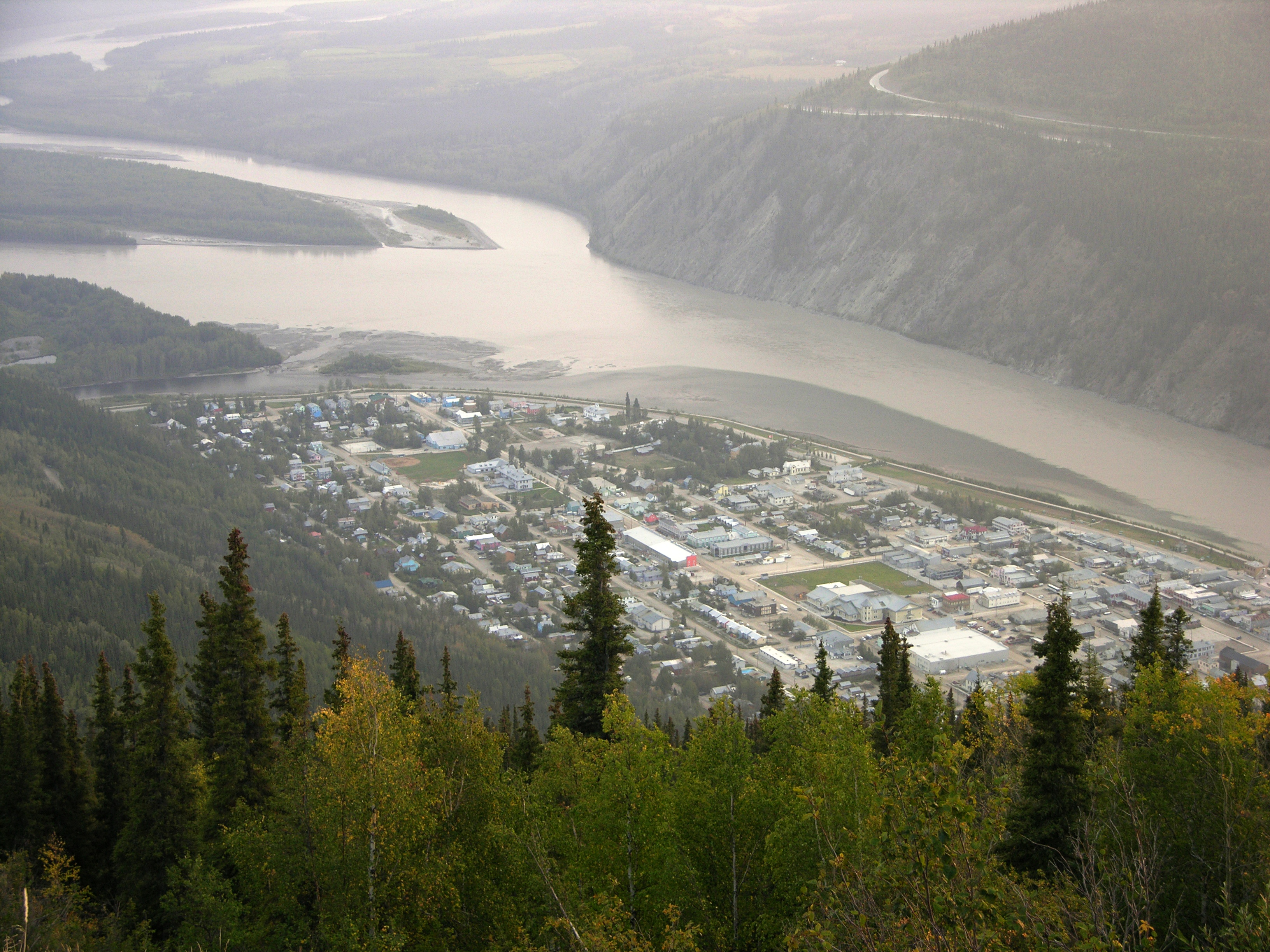
克朗代克河（左）在道森市流入育空河（上和右）
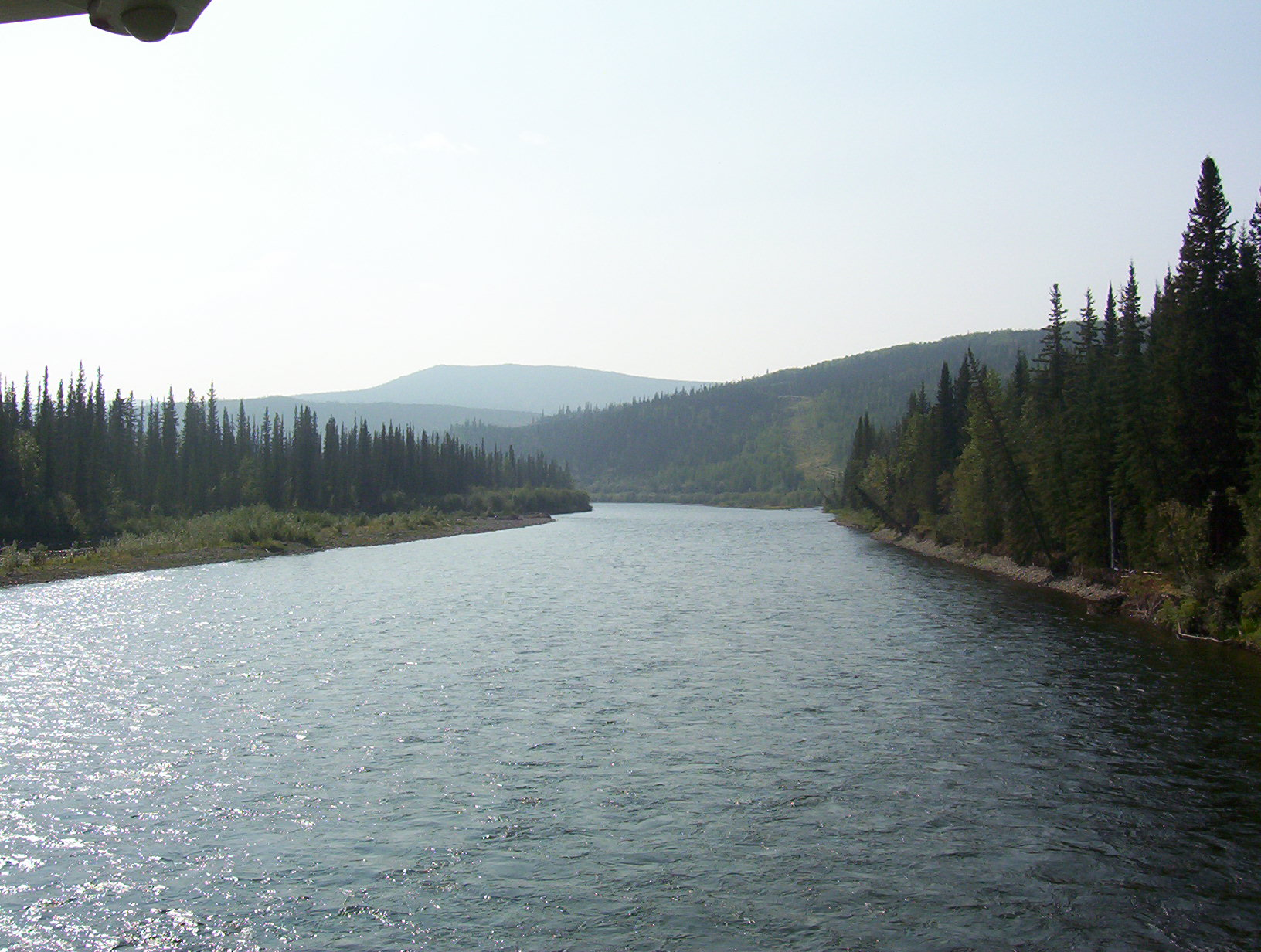
克朗代克河穿过登普斯特公路（下游）
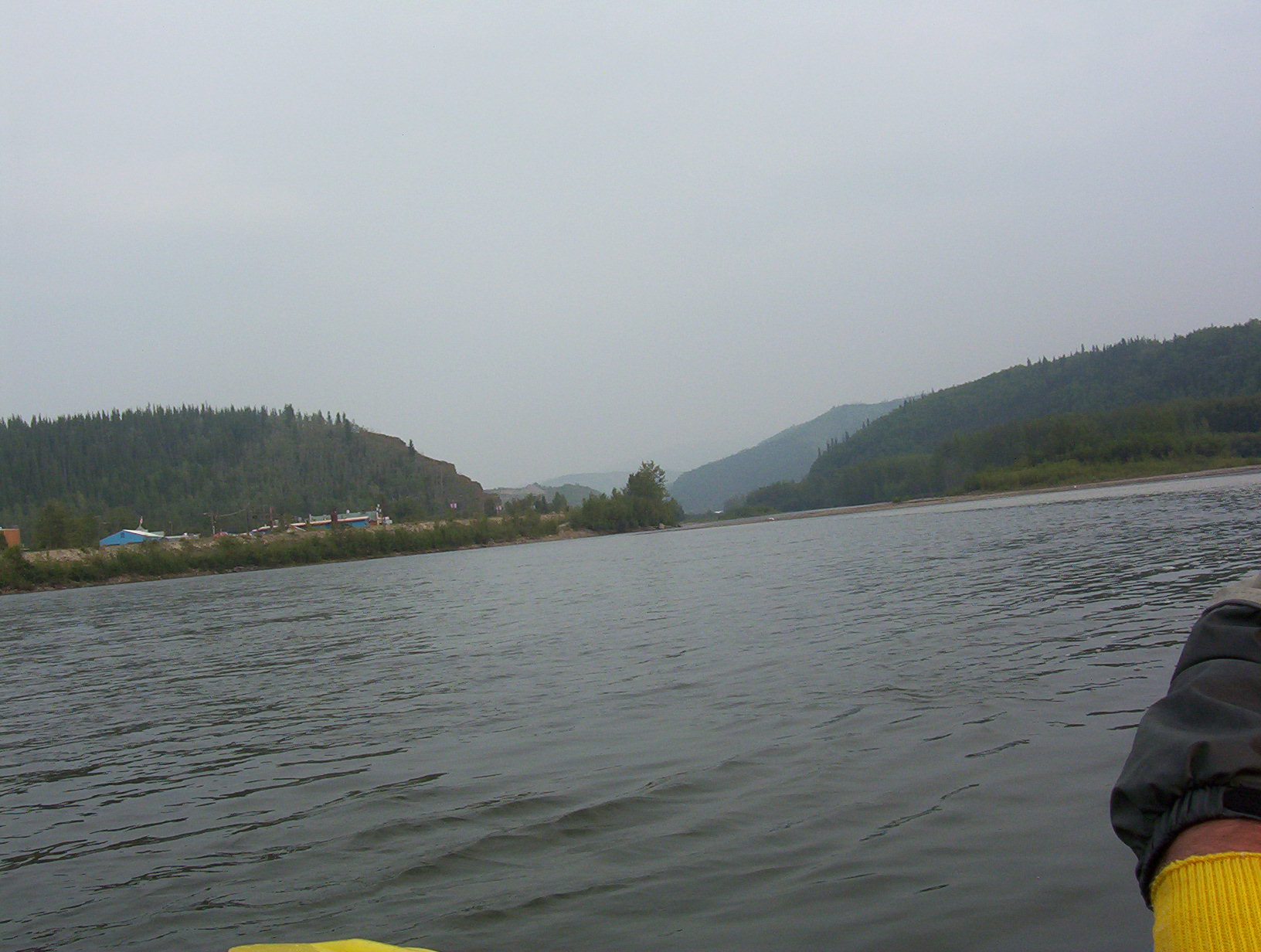
克朗代克河口至道森市育空河